# Superstar (Loboda)
Superstar è un singolo della cantante ucraina Loboda, pubblicato il 8 giugno 2018 su etichetta discografica Sony Music.

## Video musicale
All'inizio di giugno 2018, la cantante ha presentato un video teaser per questa canzone, in cui balla nel nono mese di gravidanza. In meno di un giorno, il video ha ottenuto più di un milione di visualizzazioni su YouTube e ha anche suscitato reazioni contrastanti da parte del pubblico. Molti hanno suggerito che la cantante abbia filmato questa scena dopo il parto e con una pancia finta, ma Loboda lo ha negato, dicendo che la pancia era reale e il teaser stesso è stato girato due settimane prima della nascita. Anche prima dell'uscita del video, la versione audio ha segnato un record di 26 milioni di visualizzazioni su YouTube.
Il video musicale completo è stato rilasciato il 6 agosto 2018. Il regista del video è stato il produttore della cantante Natella Krapivina, le riprese si sono svolte a Los Angeles per tre giorni. Secondo la storia, Loboda cambia radicalmente la vita di diverse donne: con l'aiuto di un bacio appassionato, aiuta una a sopravvivere a una rottura dolorosa con il suo amante e l'altra, grazie ai suoi capricci e intrighi, raggiunge il punto di ebollizione e guadagna una libertà tanto attesa. Secondo Loboda, la clip parla di "donne manifestanti", ispirata a Cate Blanchett e alla sua azione al Festival di Cannes contro la discriminazione nei confronti delle registe.
Subito dopo l'uscita, il videoclip ha suscitato in rete recensioni contrastanti: gli utenti si sono indignati per la presenza di baci omosessuali e per l'assenza di balli in gravidanza dal teaser. Due anni dopo, Loboda è stata citata in giudizio, accusandola di propaganda LGBT; l'attore ha chiesto di rimuovere il video dalla piattaforma, oltre a un risarcimento morale per un importo di due milioni di rubli, ma il tribunale non ha visto la propaganda nella clip e il processo non è andato oltre la dichiarazione.

## Tracce
Testi e musiche di Artem Ivanov.
Download digitale
1. Superstar – 3:15

## Classifiche

### Classifiche settimanali
| Classifica (2018) | Posizione massima |
| ----------------- | ----------------- |
| Russia            | 8                 |
| Ucraina           | 40                |

### Classifiche di fine anno
| Classifica (2018) | Posizione |
| ----------------- | --------- |
| Russia            | 54        |
| Ucraina           | 187       |
| Classifica (2019) | Posizione |
| Russia            | 111       |

## Riconoscimenti
- 2018 – Rossijskaja nacional'naja muzykal'naja premija Viktorija – Hit dance dell'anno[17]
- 2018 – Zolotoj grammofon[18]
- 2019 – BraVo – Miglior canzone[19]
- 2019 – ŽARA Music Awards – Miglior canzone e Miglior videoclip[20]